# Dr. Petiot
Dr. Petiot ist ein französischer Film von Christian de Chalonge aus dem Jahr 1990. Der Film erzählt die wahre Geschichte des Mörders Marcel Petiot.

## Handlung
Der französische Arzt Marcel Petiot war ein Serienmörder, der in der Zeit der deutschen Besatzung in Paris sein Unwesen trieb. Zwischen 1941 und 1944 lockte er Dutzende von Menschen in sein Haus in der Rue Le Sueur 21, ermordete sie und verbrannte sie anschließend. Bei seinem Prozess reklamierte er 63 Morde für sich, die er angeblich an Deutschen und französischen Kollaborateuren verübt haben wollte. Tatsächlich waren seine Opfer überwiegend Juden auf der Flucht vor der nationalsozialistischen Verfolgung, denen er versprochen hatte, ihnen bei der Flucht aus Frankreich behilflich zu sein.

## Kritik
„Auf historischen Fakten beruhendes irritierendes Porträt eines Unmenschen in einer unmenschlichen Zeit. Hervorragend gespielt und ohne psychologisierende Erklärungsversuche inszeniert, erzielt der Film durch die Orientierung an expressionistischen Filmtraditionen eine der Hauptfigur angemessene Stimmung zwischen Realität und surrealer Scheinwelt.“